# Hüaszok
Hüaszok vagy hüadok (görögül: Ὑάδες) az „esőhozók” a görög mitológia nőalakjai, öt nővér, Atlasz titán és Pléioné lányai.
Fivérük Hüasz volt, akit vadászat közben széttépett egy oroszlán. A Hüasz-nővérek belehaltak a testvérük elvesztése fölötti bánatba. Zeusz megsajnálta őket és csillagokként a Bika csillagkép homlokára emelte az örökké sírdogáló testvéreket. Neveik: Phaola, Ambroszia, Eudóra, Korónisz és Polüxó.
Egy másik mondakör szerint Zeusz hálából emelte őket a halhatatlan csillagok közé, amiért fiát Dionüszoszt dajkálták.
Az idők során Hüasz és Aithra héliasz két leánya – Thioné és Prodice is a Hüaszok csillagkép részévé váltak – így heten alkotják a teljes nyílt csillaghalmazt.
A Hyadok nyílthalmazt a görögök esőcsillagoknak is hívták, mert az égen való megjelenésük májusban és november elején az esős időszak bekövetkeztét jelezik. Ugyanezt a népi megfigyelést írja le Hésziodosz a Munkák és napok című művében.

## Lásd még
Pleiaszok – a hüaszok nővérei voltak.

## Külső hivatkozások
- Hüászok
- Mitológiai csoportok – Hyasok